# Menes de Tolosa
Menes (Menas, Mena, Menna, Mennas) fou un suposat bisbe de Tolosa (també podria ser bisbe de Toló).
El Para Gregori I el Gran (590-604) li va dirigir una carta datada el juny del 601. Al mateix temps hi havia un bisbe de nom Menes a Telèsia a Campània que és esmentat a dues cartes de Gregori I (juliol del 599 i novembre del 602). Acceptat com a bisbe de Tolosa per François de Harlay, Claude Robert, Guillaume de Catel, els germans Sainte-Marthe, Simon de Peyronet i altres, però rebutjat per Denis de Sainte-Marthe, Claude Devic i Joseph Vaissete, i pels autors de la tercera Gallia Christiana. Alexandre du Mège l'admet amb dubtes.